# برج كالاهورا
برج كالاهورا (بالإسبانية: Torre de la Calahorra) هو بوابة محصنة تقع في الطرف الجنوبي من الجسر الروماني بالمركز التاريخي في قرطبة، وهو حصن دفاعي قديم لمدينة قرطبة في إسبانيا. 

## التاريخ
يعود تاريخ المبنى إلى العهد العربي الإسلامي في الأندلس، تم تشييده لأول مرة من قبل أبو الحسن الخليفة الموحدي في عام 1333 لحماية الجسر الروماني القريب على ضفاف نهر الوادي الكبير، وكانت مهمته صد اية اعتداءات على المدينة.
كان البرج الذي يقع على الضفة اليسرى للنهر يتكون في الأصل من بوابة مقوسة بين اثنتين، تمت إضافة برج ثالث إلى الأبراج الموجودة، على شكل أسطوانتين تربط بينهما.
ادرج البرج كمعلم تاريخي وطني في إسبانيا منذ عام 1931، ويستضيف البرج حالياً متحف الأندلس الحي.